# Trnava pri Laborci
Trnava pri Laborci é um município da Eslováquia, situado no distrito de Michalovce, na região de Košice. Tem 15,94 km² de área e sua população em 2018 foi estimada em 570 habitantes.

## Demografia
| Ano:        | 1994 | 2004   | 2014    | 2024   |
| ----------- | ---- | ------ | ------- | ------ |
| Broj ljudi: | 551  | 532    | 591     | 640    |
| Razlika:    |      | -3,44% | +11,09% | +8,29% |

| Ano:               | 2023 | 2024   |
| ------------------ | ---- | ------ |
| Número de pessoas: | 636  | 640    |
| Diferença:         |      | +0,62% |